# Cartel (economía)

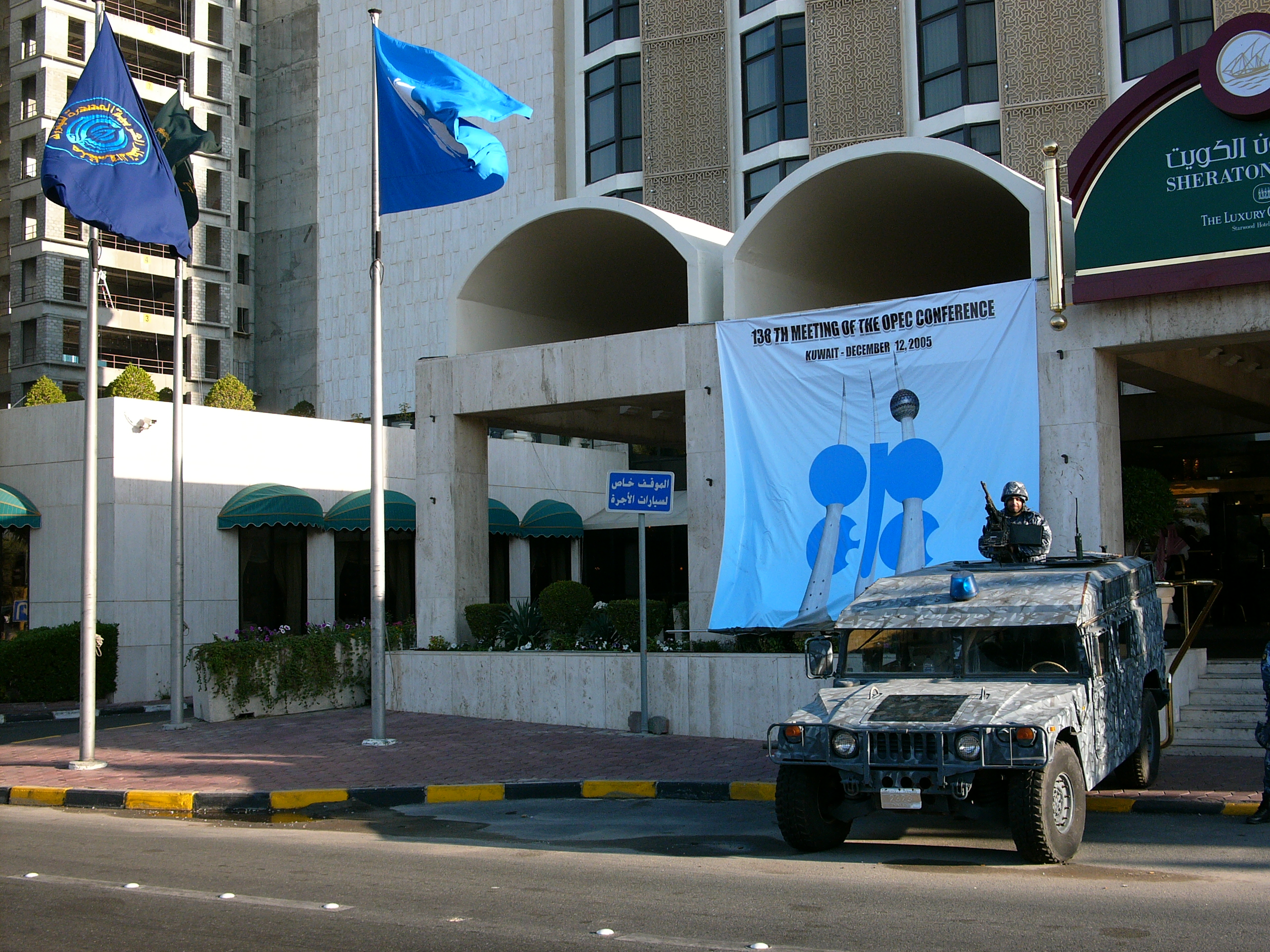
Reunión de la OPEP en Kuwait. Actualmente los Países Exportadores de Petróleo se reúnen y toman decisiones conjuntas sobre cuotas de mercado, precios, etc. que les permite controlar la producción y distribución del petróleo renunciando a competir entre sí, formando un organismo conjunto que maneja la oferta de prácticamente todo el mercado.

En economía se denomina cartel o cártel a un acuerdo formal entre empresas del mismo sector, cuyo fin es reducir o eliminar la competencia en un determinado mercado. Los carteles suelen estar encaminados a desarrollar un control sobre la producción y la distribución de tal manera que mediante la colusión de las empresas que lo forman, estas formen una estructura de mercado monopolística, obteniendo un poder sobre el mercado en el cual obtienen los mayores beneficios posibles en perjuicio de los consumidores. Por ello, las consecuencias para estos son las mismas que con un monopolista. La diferencia radica en que los beneficios totales (que los máximos posibles de conseguir en el mercado) son repartidos entre los productores. Sus principales actividades se centran en fijar los precios, limitar la oferta disponible, dividir el mercado y compartir los beneficios. En la actualidad, el término se suele aplicar a los acuerdos que regulan la competencia en el comercio internacional.
Los defensores de los carteles afirman que estos ayudan a estabilizar los mercados, a reducir los costos de producción, a eliminar aranceles elevados, a distribuir los beneficios equitativamente y a beneficiar a los consumidores. Sus detractores señalan que, cuando no existe competencia, los precios son mayores y la oferta menor. Hoy en día se considera que sus inconvenientes son mayores que sus ventajas y a menudo se establecen límites legales para restringir el desarrollo de nuevos carteles.
Actualmente se encuentra prohibida y sancionada por ley la formación de carteles entre varias empresas del mismo sector en la mayoría de países.